# 吉田啓介
吉田 啓介（よしだ けいすけ、1962年 ｰ ）は、日本の音響監督、吹き替え演出家である。フリー。かつてはグロービジョンに所属していた。

## 経歴
日本大学藝術学部映画学科卒業。1985年、グロービジョンに入社。演出家の左近允洋に師事しつつ、制作進行などアシスタント業務を担当する。
1992年、TBSにて放映した『摩天楼はバラ色に』が初の長編映画演出作となる（ただし、当時はキャリアの浅さを理由に左近允がクレジットされた）。その後は洋画や海外ドラマ、ドキュメンタリーの字幕・吹き替え制作に従事し、制作部長・技術管理部長・演出部長を歴任した。
2023年、グロービジョンを定年退職。以降は引き続きグロービジョンを拠点にフリーの音響演出家として活動している。

## エピソード
少年時代からファンであった『刑事コロンボ』シリーズは、『新・刑事コロンボ』にて初参加。制作担当として、最初のシリーズからのスタッフである左近允洋や額田やえ子、左近允から演出を引き継いだ壷井正らを支えた。その後、左近允と額田が他界した後に制作された追加収録、および最終作「殺意のナイトクラブ」にて演出を担当し、ファンの期待に応えないといけないという不安を持つ一方で「子供のころから1ファンとして見ていた作品が、途中からアシスタント、制作進行として関わり、最後の最後に自分が演出する。こんな体験は他ではない」「ここまでやったからには、最後は、さあ俺がやるぞ」と嬉しい気持ちになったことを明かしている。
2001年、開園当時のユニバーサル・スタジオ・ジャパンでは、パーク内すべての日本語音声で演出を務めた。演出時は「聞こえてくるのは日本語でもここはアメリカなんだよ」ということを意識したという。後に、一番楽しかった仕事としてこの件を挙げたことがあるほか、近年の「“映画のテーマパーク”の看板を下ろした」雰囲気には「エンタテイメントの宿命」としつつ寂しさがあることも明かしている。
アトラクション「ターミネーター 2:3-D」のキャラクター「綾小路麗華」の命名者は吉田である。打ち合わせの席で本国の担当者から「“Kimberley Duncan”の和名を考えてくれ」と依頼されたといい、「アメリカだとどんな印象の名前ですか？」と尋ねた際に担当者から「由緒ある名家のお嬢様だが高飛車で高圧的な感じ」と返答があったことから、5秒ほどで考えた名前だったという。なお、その担当者はこの和名を「Sounds good！」と即座に採用したとのこと。

## 主な参加作品
※特筆の無い限り、すべて演出

### 映画
- アビエイター
- 荒鷲の要塞 ※ムービープラス吹替追録部分
- イコライザー シリーズ
  - イコライザー
  - イコライザー2
  - イコライザー THE FINAL
- エイリアン・コップ ※制作担当として参加
- 怪獣ゴルゴ
- ガンヘッド
- ギャング・オブ・ニューヨーク（VOD版）
- クリフハンガー（BSジャパン版）
- サイレントヒル
- 死霊のえじき
- スターリンの葬送狂騒曲
- スマホを落としただけなのに
- セブン（フジテレビ版）
- 戦慄のリンク
- 戦争のはらわたII
- 戦略大作戦 ※ムービープラス吹替追録部分
- 小さな恋のメロディ（ソフト版）
- ナイト・オブ・ザ・リビングデッド
- ナイトメア・アリー
- ナバロンの嵐（DVD版）
- ハワード・ザ・ダック/暗黒魔王の陰謀（TBS版）
- ハンニバル（VOD版）
- フェノミナ
- ホラー・エクスプレス/ゾンビ特急地獄行
- マーティン/呪われた吸血少年
- マチェーテ・キルズ
- 摩天楼はバラ色に（TBS版）※クレジット上は制作担当
- ミッドナイト・ラン ※ムービープラス吹替追録部分
- OK牧場の決斗 ※東京12ch版追録部分

### テレビドラマ
- 愛の不時着
- ウォーキング・デッド
- 新・刑事コロンボ ※制作担当（#46-68）→演出（追録部分および最終話）
- 失踪 〜母が消えた日〜
- スペース・レンジャーズ
- ホーボーの冒険
- ホイール・オブ・タイム
- 未成年裁判
- ポーカー・フェイス
- レッド・アイ/陰謀のフライト

### 海外アニメ
- ジェリージャム
- スマーフ
- トゥルー: ワズルエッグの日
- ソーセージ・パーティー
- ソーセージ・パーティー 〜理想郷 フードトピア〜

### その他
- ユニバーサル・スタジオ・ジャパン - 日本語音声演出・キャスティング ※開園時はすべて担当
  - アニメ・セレブレーション
  - アメイジング・アドベンチャー・オブ・スパイダーマン
  - E.T. アドベンチャー
  - ウォーターワールド
  - ジュラシック・パーク・ザ・ライド
  - ジョーズ
  - スペース・ファンタジー・ザ・ライド
  - ターミネーター 2:3-D
  - バック・トゥ・ザ・フューチャー・ザ・ライド
  - バックドラフト

他多数

## 出演
- ユニバーサル・スタジオ・ジャパン「MBSスタジオツアー『バイオフォース』」- 監督 役

## 連載
- 「吉田Dのオススメふきカエル」 - ふきカエル大作戦